# Filter (optica)
Een optisch filter is een doorzichtig medium bedoeld om de spectrale samenstelling of intensiteit van doorvallend licht selectief te veranderen.

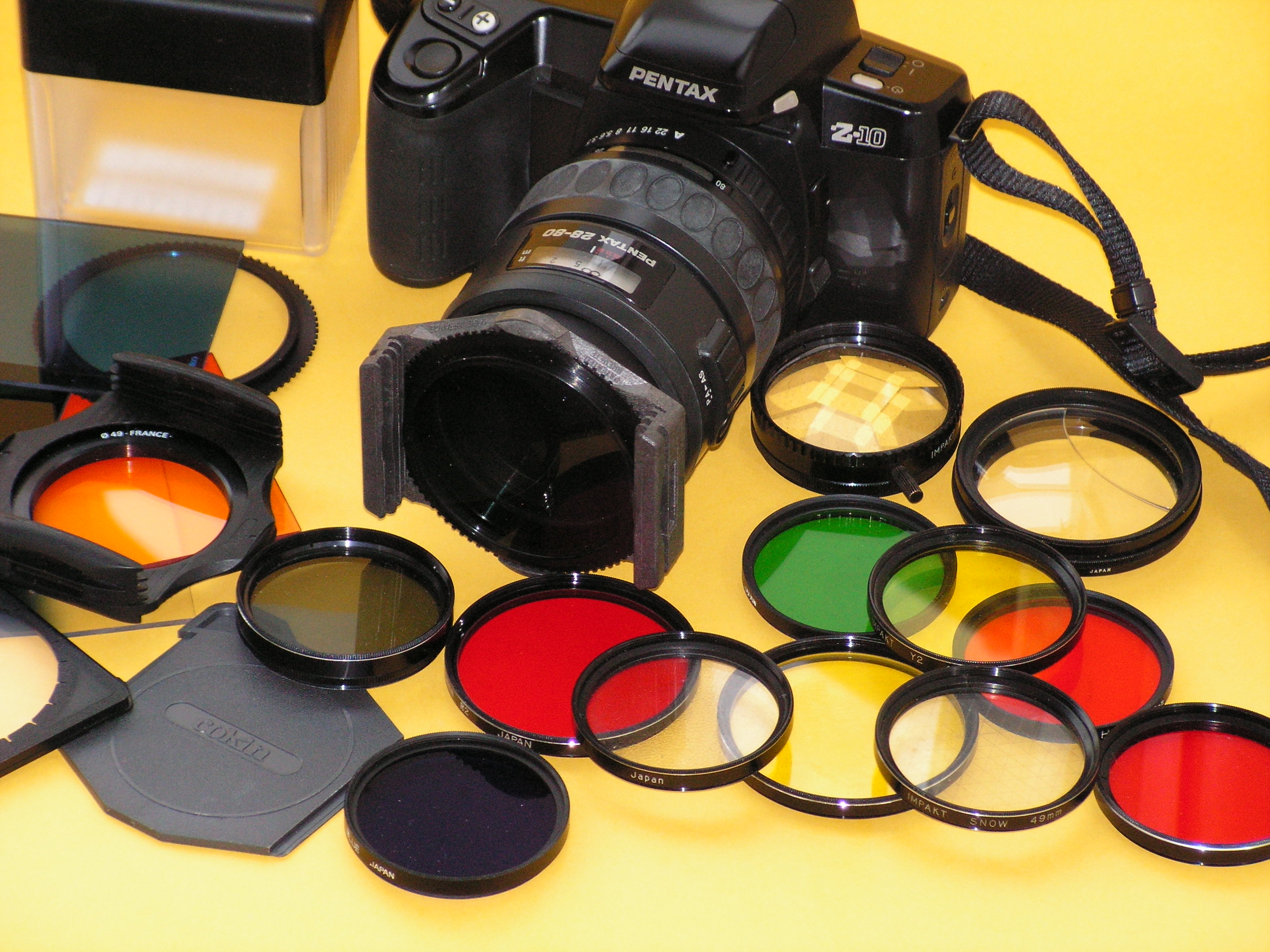
Diverse filters.

Er bestaan optische filters voor zichtbaar licht, ultraviolet licht en infrarood licht. De filters werken door een selectieve absorptie of reflectie (interferentiefilters) van het opvallend licht. De twee principes die hierbij gebruikt kunnen worden zijn absorptie en reflectie. De meeste kleurfilters bevatten kleurafhankelijk lichtabsorberend materiaal.
Toepassingen van optische filters worden gebruikt in onder meer de fotografie, in fundamenteel onderzoek en in infraroodcommunicatie: de afstandsbediening van een televisietoestel werkt onder vrijwel alle omstandigheden goed dankzij infraroodfilters.

## Soorten filters
De volgende filters worden algemeen gebruikt:
- Kleurtemperatuurcorrectiefilter. Fotografisch materiaal heeft voor elke kleur bepaalde eigenschappen. Er is materiaal dat afgestemd is op daglicht en op materiaal dat gebruikt wordt bij bepaald kunstlicht. Elke lichtbron heeft een kleurtemperatuur. Met dit filter kan met het licht voor de te gebruiken film corrigeren. Doet men dat niet dan zal een daglichtfilm veel opnames die genomen zijn bij TL-licht groen kleuren, of een opname bij regenachtig weer blauw.
- Kleurfilter en monochromatisch filter. Een kleurfilter is een filter dat afgestemd is op het doorlaten van één golflengte of slechts een klein stukje van het spectrum. De filters worden het meest gebruikt in de zwart-wit-fotografie. Met een geel-, oranje-, rood- of donkerroodfilter kunnen de luchtpartijen donkerder en contrastrijker worden gemaakt. Vooral met donkerroodfilters is men beter in staat door mist en nevel heen te kijken, omdat van alle zichtbare golflengten rood licht het minst verstrooid wordt door kleine druppels en stofdeeltjes.
- Polarisatiefilter. Een polarisatiefilter is een filter dat een polarisatierichting-afhankelijke demping heeft. Polarisatiefilters worden gebruikt in polaroid zonnebrillen. Reflecties van grote wateroppervlakten en natte straten en glazen panelen zijn, afhankelijk van de invalshoek, in zekere mate in één richting gepolariseerd (het brewstereffect en kunnen met dit filter verzwakt worden. In de fotografie wordt het bovendien gebruikt om de kleur van de lucht te verbeteren. Laatstgenoemd effect is optimaal bij opnamen haaks op de richting van de zon.
- Grijsfilter of neutraal filter. Een grijsfilter is een filter dat het licht van alle golflengtes gelijkmatig verzwakt. Het opgenomen beeld wordt donkerder, waardoor met een groter diafragma of met een langere sluitertijd opnames kunnen worden gemaakt. Een bijzondere vorm is het grijsverloopfilter, dat vanboven grijs is en naar onder toe steeds minder licht tegenhoudt. Een grijsverloopfilter wordt vooral gebruikt voor het fotograferen van landschappen wanneer er een groot contrast is in helderheid tussen de hemel en het landschap. Zonder filter is dan ofwel de hemel goed belicht maar het landschap onderbelicht, ofwel het landschap goed belicht maar de hemel overbelicht. Met een grijsverloopfilter is het mogelijk beide in één foto juist belicht te krijgen.
- Centerfilter. Veel groothoeklenzen vertonen een verloop naar de hoeken, vignettering. Om dit te verbeteren kan men een centerfilter gebruiken voor de lens die, neutraal grijs in het midden naar vrijwel geen grijs in de hoeken verloopt zodat de opname geen vignettering meer vertoont.
- Ultraviolet-absorberend filter. Voor het oog een transparant filter gebruikt om onscherpte door ultraviolette straling (vooral in hooggebergte) te voorkomen.

Verder zijn er ultraviolet-doorlatende filters, speciale donkere kamer filters zoals papiergradatie filters, effect filters, correctiefilters, contrastfilters, detailfilters, selectiefilters, verloopfilters.

## Materialen
Afhankelijk van het materiaal van de filters spreekt men van een:
- glasfilter
- gelatinefilter
- vloeistoffilter
- kunststoffilter